# ياسمينا
ياسمينا (1 يوليو 1998 -)، مغنية مصرية. ولدت في محافظة الإسماعيلية. ذاع صيتها بعد مشاركتها في برنامج المواهب آرابز جوت تالنت في موسمه الرابع حيث حصلت على الباز الذهبي للوصول إلى نصف للنهائي. صدرت لها أغنية جديده بعنوان حنالة تصدرت يوم 4 سبتمبر 2017 علي تطبيق الأغاني الشهير انغامي

## بدايتها الفنية
بدأت ياسمينا الغناء في سن الثانية عشرة حيث انضمت لفريق الموسيقي العربية بقصر ثقافة الاسماعيليه. ثم انضمت إلى الفرقة القومية للموسيقي العربية بقيادة المايسترو سليم سحاب لتصبح أصغر طفلة معتمدة استثنائيا على مستوى جمهورية مصر وذلك في عمر 12 سنة وكان السن المسموح بدون استثناء هو 18 سنة.
غنت ياسمينا تحت إشراف المايسترو العديد من الأغاني القوية وشاركت في العديد من الحفلات في جمهورية مصر. منها حفلات في دار الأوبرا المصرية، قصر ثقافة الاسماعيليه، مركز الفنون ومسرح الجمهورية مع المايسترو سليم سحاب.كما حازت على جوائز تكريمية عديدة من قبل جهات حكومية رسمية وأخرى خاصة.
في بعض حفلاتها كان المايسترو يقدمها قبل أدائها ممتدحا قدراتها الصوتية.

## مشاركتها في الموسم الرابع من أرابز جوت تالنت
حصلت ياسمينا على الباز الذهبي من الفنانة نجوى كرم بعد غنائها عن العشاق وأنت عمري لأم كلثوم في مرحلة تجارب الأداء، وكانت الوحيدة من بين الحاصلين على الباز الذهبي التي وصلت للمرحلة النهائية وذلك بعد غنائها ألف ليلة وليلة في نصف النهائي وحصلت على أعلى نسبة تصويت.كانت ياسمينا المغنية الوحيدة في النهائي.
اختارت ياسمينا إحدى أقوى أغاني أم كلثوم لتغنيها في النهائي وهي الأطلال. وقد أبدت نجوى كرم إعجابها بصوت ياسمينا بعد أداءها الأطلال ووعدتها بعمل مشترك. أنهت المسابقة في المركز الثاني بعد المتسابق صلاح إنترتاينر في نتيجة مفاجئة حيث كانت المرشحة الأقوى للقب من جميع الحكام، وكانت فيديوات أداءها على اليوتيوب الأعلى مشاهدة بين جميع المشتركين حيث وصل عدد المشاهدات لفيديو تجارب الأداء عشرين مليون ولنصف النهائي أربعة مليون.

## بعد أرابز جوت تالنت
صرح والد ياسمينا بأنه رفض عرض مقدم من شركة إنتاج معروفة لاحتكار صوت ياسمينا.
اشتهرت ياسمينا جدا بعد مشاركتها في البرنامج نظرا لأدائها المميز وانتشار البرنامج في العالم العربي حيث إن عدد مشاهدات اليوتيوب لفيديو أداء ياسمينا في النصف نهائي فقط في قناة البرنامج يفوق عدد مشاهدات جميع الفيديوات في القناة الرسمية لياسمينا في اليوتيوب والتي تم إنشاؤها منذ أكثر من سنة كما قفز عدد المتابعين لصفحتها الرسمية في فيس بوك إلى أكثر من مائة ألف متابع.
رجعت ياسمينا للتدريبات وإقامة الحفلات في دار الأوبرا المصرية وتم مقابلتها من عدد من قنوات الراديو والتلفزيون.عندما قابلتها قناة سي بي سي مصر غنت 3 أغاني مع بعض أعضاء الفرقة القومية للموسيقي العربية وعندما قابلتها قناة النهار اليوم غنت 3 أغاني غيرها مع نفس أعضاء الفرقة القومية للموسيقي العربية.
وقد أقامت ياسمينا حفل الختام لمهرجان القاهرة الدولى لسينما وفنون الطفل بحضور وزير الثقافة، على المسرح المكشوف، حيث قدمت مجموعة من الأغاني الوطنية، بقيادة المايسترو الكبير سليم سحاب. وقد قدم لها وزير الثقافة جائزة خاصة لمساهماتها في إحياء العديد من النشاطات والحفلات الغنائية في مصر. وسيكون لها حفلات خاصة في دار الأوبرا المصرية وسيتم الإعلان عنها في موقعها الرسمي. وقد أعلن اتحاد الإذاعة والتلفزيون المصري أنه سيعيد إحياء حفلات ليالي التلفزيون وقد شاركت ياسمينا في ذلك مع كبار المطربين مثل هاني شاكر ولطيفة. وقد أطلقت ياسمينا أولى أغانيها في قناتها باليوتيوب بعنوان «يا رب بدعيلك» في يوليو 2015. وقد تقرر مشاركتها في مهرجانات دولية أهمها زوق مكايل 2015 بلبنان وشط بحر الهوى 2015.